# La vendetta di Emmanuelle
La vendetta di Emmanuelle (La revanche d'Emmanuelle) è un film TV del 1993 diretto da Francis Leroi e ispirato al personaggio creato da Emmanuelle Arsan.

## Trama
Una bellissima modella di nome Shalomey viene licenziata da un produttore di New York perché ha rifiutato le sue insistenti avances. Determinata a riscattarsi la ragazza chiede aiuto ad Emmanuelle, ed inizia così un pericoloso gioco che porterà alla rovina il produttore newyorkese. Shalomey potrà così riprendere il suo posto nel mondo della moda ed Emmanuelle partirà per nuove avventure.